# Воронин, Евгений Васильевич
Евгений Васильевич Воро́нин (24 февраля 1926, Омутнинский уезд, Вятская губерния — 8 февраля 1981, Чёрная Холуница, Кировская область) — Герой Социалистического Труда.

## Биография
Родился 24 февраля 1926 года в деревне Подгорена Климковской волости Омутнинского уезда; житель Чёрной Холуницы. Член ВЦСПС, делегат XXIV съезда КПСС, член Кировского обкома партии. На Чернохолуницком заводе с начала войны подростком изготовлял болванки к прикладам автоматов. Участник Великой Отечественной войны, воевал на Дальнем Востоке с Японией. Позднее работал в Омутнинском леспромхозе сначала вальщиком, затем бригадиром комплексной бригады, руководителем учебно-производственного мастерского участка. Герой Социалистического труда (1971 год)

## Награды
- Герой Социалистического Труда (орден Ленина и медаль «Серп и Молот»; 1971).

## Комментарии
1. ↑  Деревня Подгорена, относившаяся к Климковской волости Омутнинского уезда, в последующем входила в состав Елевского сельсовета Белохолуницкого района Кировской области; упразднена 12.01.1971[1].